# Dimonce
Dimonce (macedónul: Димонце) település Észak-Macedóniában, a Északkeleti körzetben, Kratovo községben.

## Népesség
| Lakosok száma | 355  | 399  | 476  | 424  | 180  | 96   | 64   | 51   | 17   |
|               | 1948 | 1953 | 1961 | 1971 | 1981 | 1991 | 1994 | 2002 | 2021 |

- 2002-ben 51 lakosa volt, akik mindannyian macedónok.